# Bazarnyje Mataki
Bazarnyje Mataki (ros. Базарные Матаки) – wieś (sieło) w Rosji, w Tatarstanie, w rejonie alkiejewskim. W 2010 liczyła 5899 mieszkańców.

## Urodzeni
- Siemion Dawydow - funkcjonariusz NKWD.